# Auberge de Provence (La Valette)
Pour les articles homonymes, voir Auberge de Provence.
L’auberge de Provence (maltais : I Berġa ta' Provenza) est une auberge hospitalière de style baroque située triq Ir-Repubblika (en anglais Republic Street) à La Valette, construite pour les chevaliers de Malte originaires de Provence en 1571.

## Historique

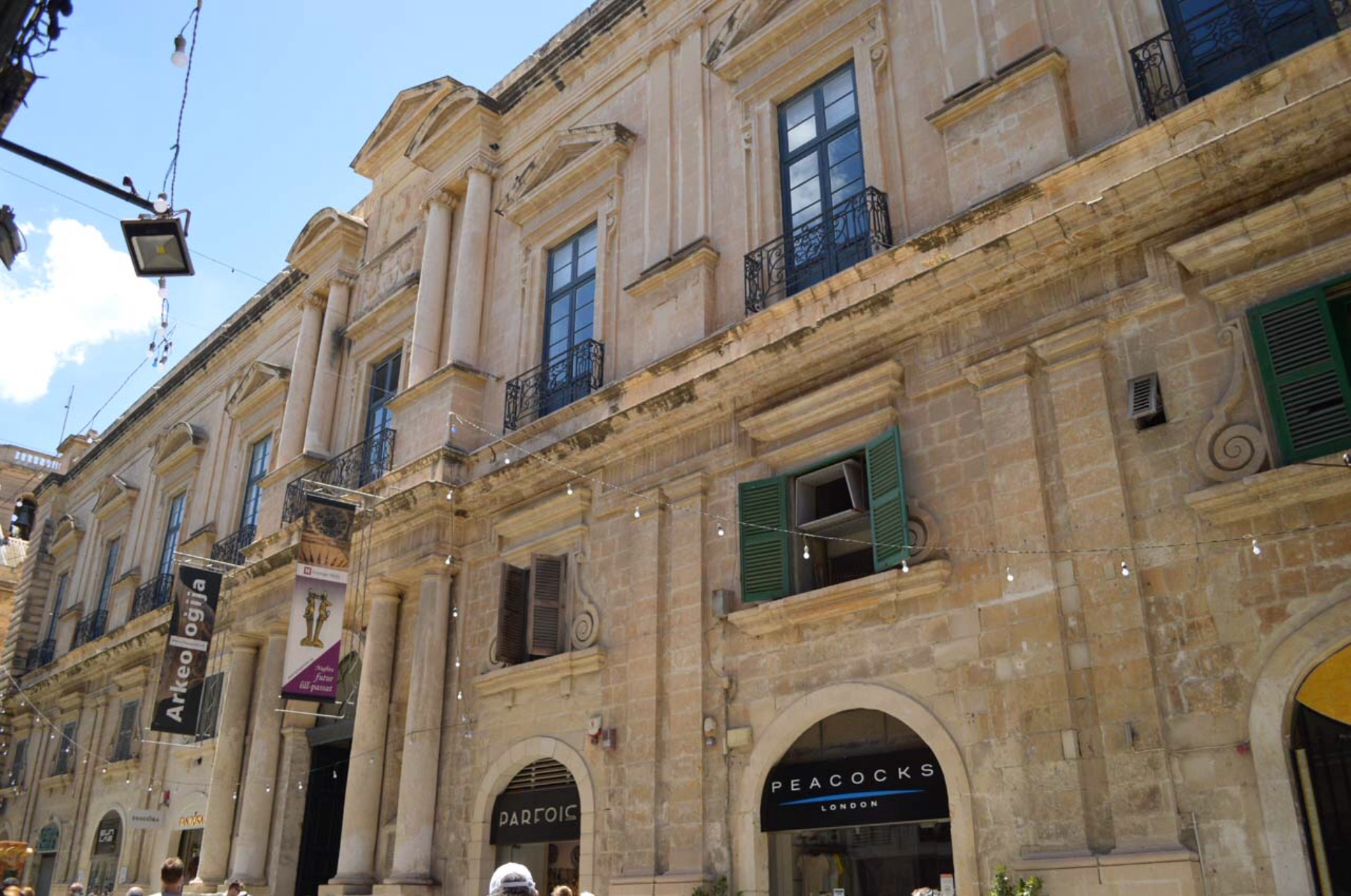
Auberge de Provence

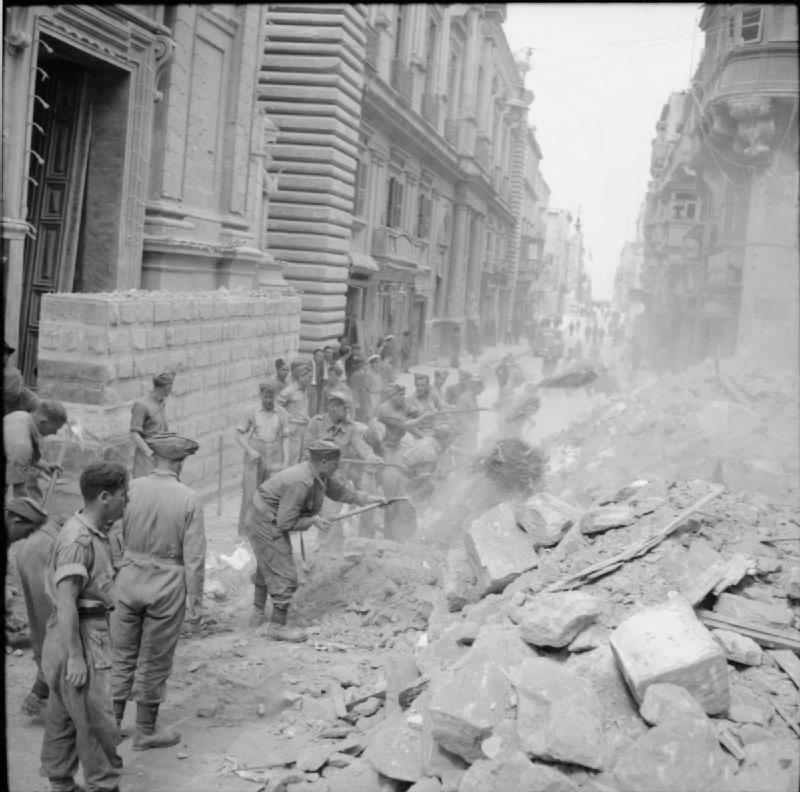
Auberge de Provence entourée de ruines.

La construction de l'auberge de Provence date de 1571. Sa conception est l'œuvre de Ġlormu Cassar, le plus grand architecte de la Renaissance à La Valette, le maniérisme de la façade du bâtiment est une signature de cet artiste. Le bâtiment a été entièrement rénové au 17e siècle. Sa façade a été redessinée en 1638 par l'architecte français de l'Ordre Médéric Blondel et une nouvelle aile a été construite là où se trouvait une petite place.  En 1798, l'Ordre perd Malte au profit des Français et l'auberge est devenue libre jusqu'à la domination britannique en 1800. Elle a été utilisée à diverses fins, notamment comme hôtel ou comme caserne militaire. En 1826, la partie supérieure de l'auberge a été louée au Malta Union Club par bail expirant en 2002. Le bail a été étendu à l'ensemble du bâtiment en 1903 et l’a occupé jusqu’en 1955. Le 12 août 1955 il a été réquisitionné par le gouvernement pour y abriter le musée national de Malte qui est devenu le Musée national d'archéologie en 1974.
Pendant la Seconde Guerre mondiale, le 11 mai 1942, les bâtiments situés à proximité de l'auberge ont été détruits par des raids aériens, mais l'auberge n'a pas été touchée.

## Architecture
Les neuf salles rectangulaires, où se trouvent maintenant les boutiques de la rue de la République et l’entrée du musée, faisaient partie de l'agrandissement de Blondel. Elles ne correspondent pas au plan habituel que Cassar avait appliqué dans toutes ses auberges. La cour de l'auberge de Provence a également été aménagée aussi. D'autres indices montrent que la façade actuelle ne faisaient pas partie de la structure d'origine. Avant la rénovation de l'intérieur par Blondel, le mur plus épais à l'arrière des neuf pièces de l'avant révèlent des fenêtres murées qui devaient être les fenêtres de la façade de Cassar. De plus, les façades latérales sur triq Melita et sur triq Karttjift présentent une « couture », c’est-à-dire un élément architectural comme Cassar aimait à faire à l'angle de ses bâtiments. Ces « coutures » se trouvent exactement là où commence la partie postérieure du bâtiment.
L'auberge est inscrite au National Inventory of the Cultural Property of the Maltese Islands (en).

## Intérieur
L'entrée possède un plafond décoré d'une fresque attribué à Niccoló Nasoni représentant La Religion. Le Grand salon du deuxième étage est la salle la plus richement ornée, les murs et le plafond sont ornés à fresque. C'était la salle commune où les chevaliers de la langue de Provence se réunissaient pour débattre de leurs affaires, mais c'était aussi un réfectoire et une salle de banquet : ils y siégeaient autour de longues tables, avec une place réglée par l'âge.

## Pièces commémoratives
L'Auberge de Provence est représentée sur deux pièces commémoratives, l'une en argent de 10 euros et l'autre en or de 15 euros, émises en 2013 par la Banque centrale de Malte. Ces pièces de monnaie montrent la façade de l'auberge au revers et les armoiries de Malte à l'avers.

## Sources
- Sharon Sultana, The National Museum of Archaeology, The Neolithic Period, Heritage Books, 2010, Malta